# Pleiaszok
Ez a szócikk a nimfákról szól. A csillagképhez lásd: Plejádok (csillagászat)

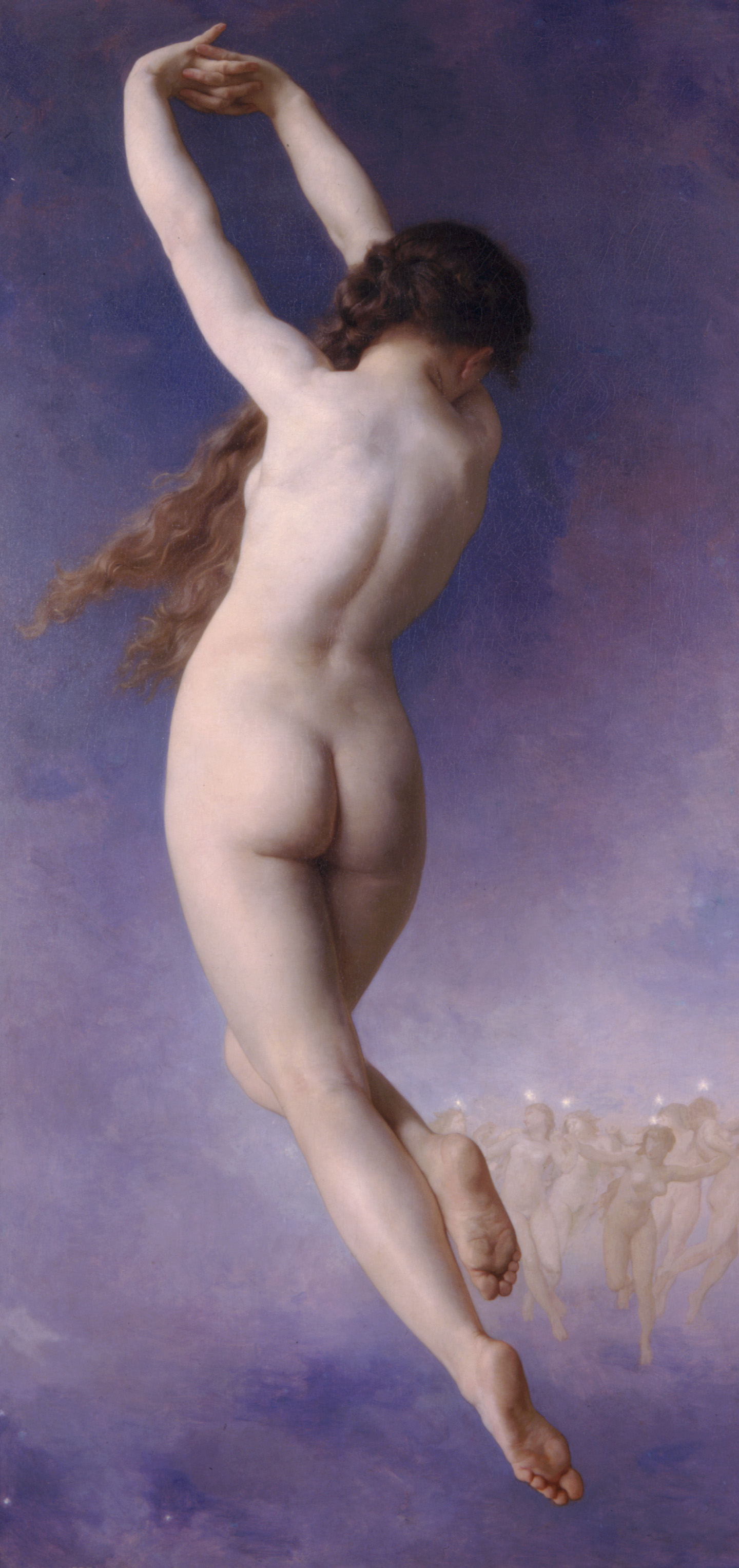
William-Adolphe Bouguereau: Az elveszett Pleiád 1884.

A pleiaszok vagy pleiádok (πλειάδες, pleiadesz) a görög mitológiában Atlasz titán és Pléioné ókeanisz, tengeri nimfa leányai voltak – hét nővér, a Fiastyúk csillagkép istennői. A görögországi Külléné hegyén születtek. További testvéreik és féltestvéreik Kalüpszó, bátyjuk Hüasz, húgaik a hüaszok és a heszperiszek voltak.  A plejádok Artemisz kíséretéhez tartozó oreaszok voltak és öt húgukkal együtt atlantidáknak, dodonidáknak, vagy nüsziadáknak is nevezték őket.

## A hét nővér
- Alküoné: Hürieusz anyja, az apa Lükosz.
- Élektra: Dardanosz és Iaszión anyja, az apa Zeusz.
- Kelainó: Lükosz anyja, az apa Poszeidón.
- Maia: a legidősebb lány, Hermész anyja, az apa Zeusz.
- Meropé: Glaukusz anyja, az apa Sziszüphosz.
- Szterópé: (vagy Asteropé) Önomeusz anyja, az apa Arész.
- Taügeta: fia Lakedaimon,  a spártaiak ősatyja, az apa Zeusz.

## Történetük
A monda szerint Órión, a szépséges óriás, Poszeidón fia öt hónapon át, üldözte őket szerelmével. A kimerült pleiaszok, amikor már nem bírtak tovább menekülni a vadász elől, Zeuszhoz fohászkodtak. A főisten galambokká változtatta őket és amikor már nagyon magasan röpültek, az égre emelte, ahol csillagokká váltak. A Pleiádok hét csillaga – a Fiastyúk csillagkép.
Egy másik mítosz szerint Zeusz azért változtatta galambbá a pleiasz  nővéreket, hogy galambok képében ambróziát hozzanak neki. Ahhoz, hogy megszerezzék az édes nektárt, minden alkalommal át kellett repülniük egy félelmetes, összecsapódó kőkapun (amelyen az Argó hajósainak is át kellett kelniük). Minden átrepülés egyikük életébe került. Zeusz önfeláldozásukat jutalmazta azzal, hogy az égbolton csillagként örök életet adott nekik.

## A pleiaszok megjelenése Hésziodosznál
Hésziodosz a Munkák és napok címen ismert tankölteményében több helyen magyarázza a mindennapi élet és a csillagok járásának gyakorlati összefüggéseit. A plejádok csillagképről például a következőket olvashatjuk:
„Tartsd szem előtt, ha veszélyes mesterség, a hajózás
csábít: Pléjászok mikor Órion erejétől
megfutamodva a ködszínű tengerre lebuknak,
akkor mindenféle szelek fúvása viharzik,
s akkor nem jó járni hajóval a borszínű tengert,…”
„Ám ha erős Órion s Pléjászok, Hüaszokkal
eltűnnek, ne feledd felszántani jókor a földet:
így fejezd be szántóföldön rendben az évet.”
(Fordította: Trencsényi-Waldapfel Imre.)

## Külső hivatkozások
- Bartha Lajos: A Csillagos ég képeskönyve
- Nőalakok a görög mitológiában, Mitológiai csoportok  –  Pleiasok, Plejadok